# Airbus A330neo
Airbus A330neo — семейство улучшенной версии широкофюзеляжного самолёта Airbus A330, производимое компанией Airbus. Предназначен для средних и дальних дистанций, оснащён двумя турбовентиляторными двигателями. Представленная 14 июля 2014 года на авиасалоне в Фарнборо, версия Airbus A330 с новым двигателем призвана дополнить предложение A350 и составить лучшую конкуренцию Boeing 787. 
Самолет выпускается в двух модификациях: A330-800 с дальностью полета 15 100 км и вместимостью 257 пассажиров, а также A330-900 с дальностью полета 13 300 км, способный перевозить 287 пассажиров, придя на смену A330-200 и A330-300 соответственно.
A330-900 совершил свой первый полет 19 октября 2017 года и получил сертификат типа EASA 26 сентября 2018 года. Первый самолет был поставлен авиакомпании TAP Portugal 26 ноября 2018 года, и начал коммерческую эксплуатацию 15 декабря, рейсом из Лиссабона в Сан-Паулу. A330-800 совершил первый полет 6 ноября 2018 года и получил сертификат типа EASA 13 февраля 2020 года. Первые два самолета A330-800 были поставлены авиакомпании Kuwait Airways 29 октября 2020 года и вступили в эксплуатацию 20 ноября. По состоянию на декабрь 2024 года более 25 заказчиков заказали в общей сложности 374 самолета семейства A330neo, из которых 151 самолет был поставлен.

## История создания
Аббревиатура «neo» означает «New Engine Option», то есть «Новый вариант двигателя». Основное изменение заключается в установке новых двигателей, которые снизят расход топлива на 14 %, эксплуатационные расходы на 8 %, количество выбросов в воздух не менее чем на 10 % и уменьшат уровень шума по сравнению с классическими моделями серии А330. Предполагается единственный вариант двигателя Rolls-Royce Trent 7000. Помимо современных двигателей данное семейство получит улучшенный аэродинамический контур. Например, законцовки крыла так называемые «Шарклеты», у них новая необычная форма. Новый дизайн пассажирского салона. Пассажировместимость в стандартной двухклассной конфигурации A330-800neo и A330-900neo будет составлять 257 и 287 мест.

## Модификации

### А330-800
Стандартная версия для замены А330-200. Лайнер взлетел в 2018 году. Вмещает 220—260 пассажиров в трехклассовой компоновке и до 406 пассажиров в одноклассовой. 

### А330-900
Имеет удлиненный фюзеляж и способен вмещать 260—300 пассажиров при трех классовой компоновке и до 440 при одноклассовой компоновке. 

## Конкуренция
Boeing 787 - авиалайнер, который оптимизирован специально для дальних перелётов, а A330neo сильно уступает ему на предельных дистанциях по экономическим показателям, но на более коротких маршрутах он способен составить очень серьёзную конкуренцию.

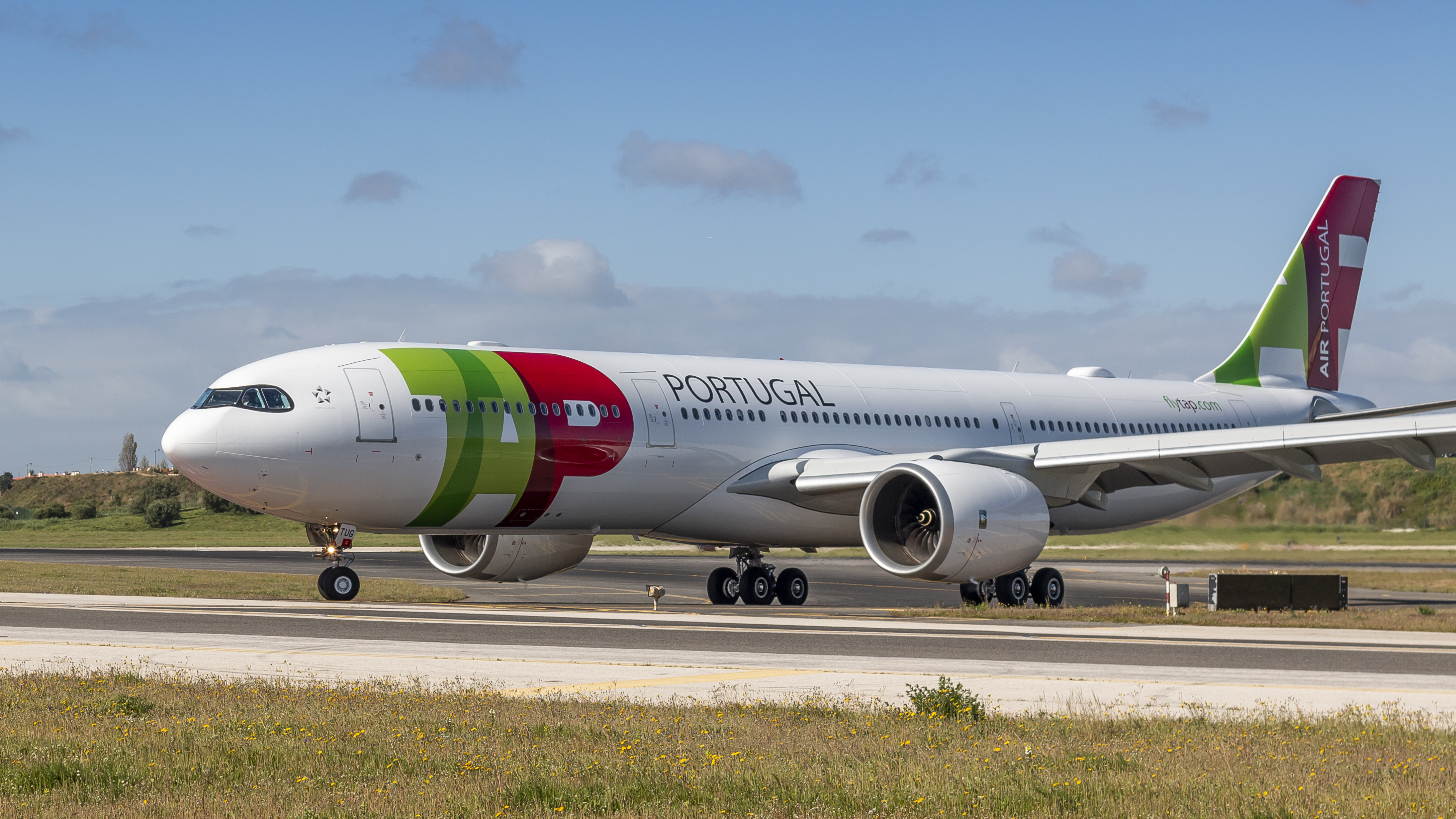
Airbus A330-900neo компании TAP Portugal

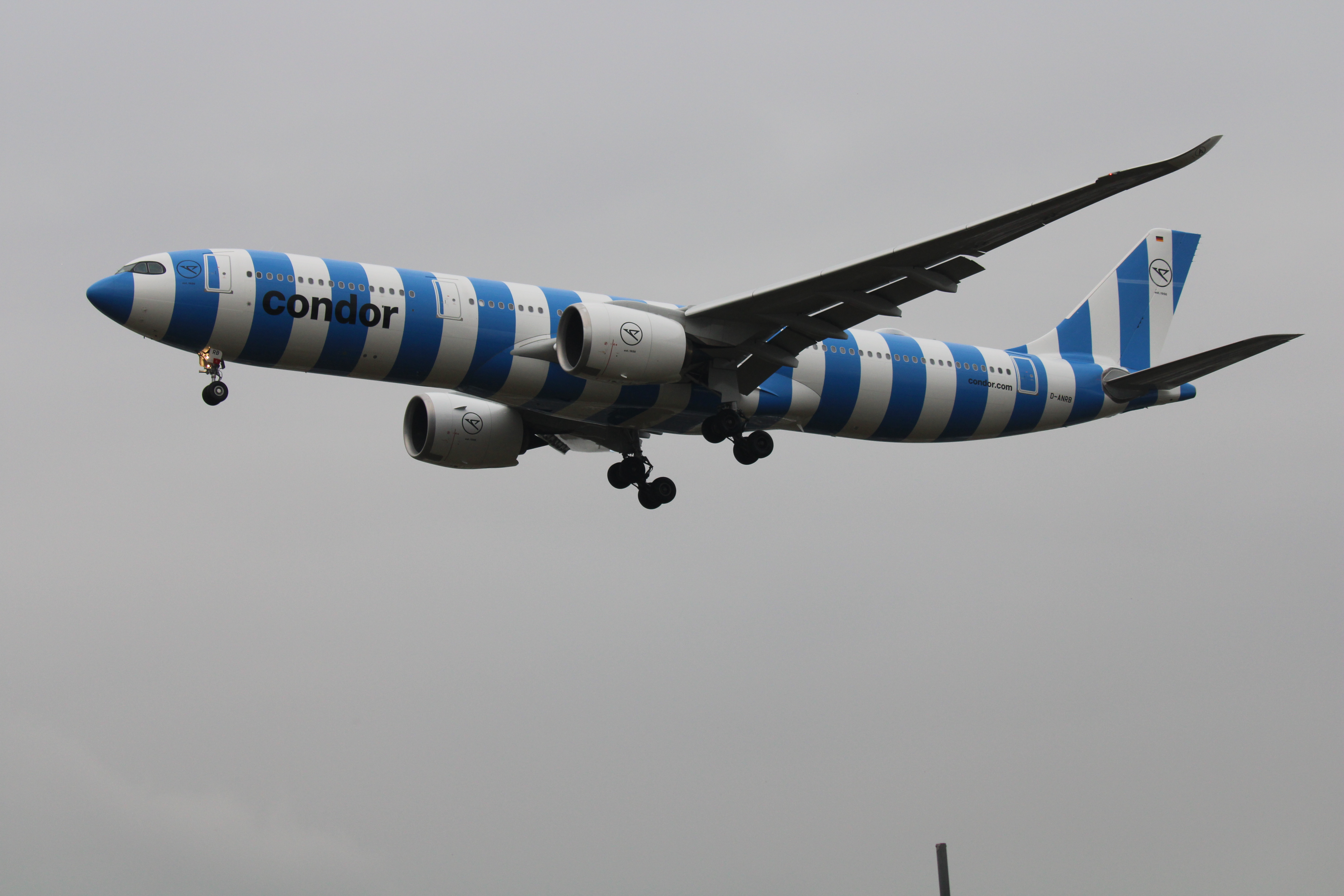
Airbus A330-900neo авиакомпании Condor Flugdienst

Несомненными плюсами A330neo перед Boeing 787 являются более низкая цена за авиалайнер, быстрое получение и ввод лайнера в эксплуатацию из-за меньшего количества заказов и соответственно ожидания поставки самолёта авиакомпаниям (на Boeing 787 большая очередь на несколько лет вперед).

## Заказы
| Дата                | Заказчик              | Заказано            | Заказано            | Поставлено          |
| Дата                | Заказчик              | 800neo              | 900neo              | Поставлено          |
| Лизинговые компании | Лизинговые компании   | Лизинговые компании | Лизинговые компании | Лизинговые компании |
| ------------------- | --------------------- | ------------------- | ------------------- | ------------------- |
| 03.12.2014          | CIT Group             |                     | 35                  | 17                  |
| 23.12.2014          | Avolon                |                     | 26                  | 6                   |
| 09.03.2015          | Air Lease Corporation |                     | 29                  | 29                  |
| 15.12.2017          | BOC Aviation          |                     | 6                   | 6                   |
| Авиакомпании        |                       |                     |                     |                     |
| 19.11.2014          | Delta Air Lines       |                     | 37                  | 30                  |
| 15.12.2014          | AirAsia X             |                     | 15                  |                     |
| 26.11.2018          | TAP Portugal          |                     | 12                  | 10                  |
| 18.11.2019          | Garuda Indonesia      | 4                   | 12                  | 3                   |
| 11.06.2016          | Arkia Israel Airlines |                     | 2                   | 2                   |
| 29.11.2016          | / Aircalin            |                     | 2                   | 2                   |
| 22.12.2016          | Iran Air              |                     | 28                  |                     |
| 15.12.2017          | Air Senegal           |                     | 2                   | 2                   |
|                     | Hawaiian Airlines     |                     | 6                   |                     |
| 15.10.2018          | Kuwait Airways        | 4                   | 7                   | 11                  |
| Всего:              | Всего:                | 8                   | 219                 | 121                 |

### Комментарии
1. ↑  Данные учитываются только по авиакомпаниям